# T44
T44 är ett diesellok som främst drar godståg. Det används också i stor utsträckning för växling och terminaldragningar. Loket är det vanligaste dieselloket i Sverige och de flesta ägs av statsägda Green Cargo AB. Loken är av så kallad dieselelektrisk typ, vilket betyder att hjulaxlarna drivs av elektriska banmotorer som matas med ström från en generator som i sin tur drivs av en 12-cylindrig V-ställd tvåtakts-diesel från General Motors. Den heter GM EMD 12-645E varav siffran 645 beskriver antal kubiktum i slagvolym per cylinder (= 10,6 liter). Dieselmotorns effekt 1230 kW, 1670 hk. Effekt vid drivhjulen 950 kW, 1290 hk.

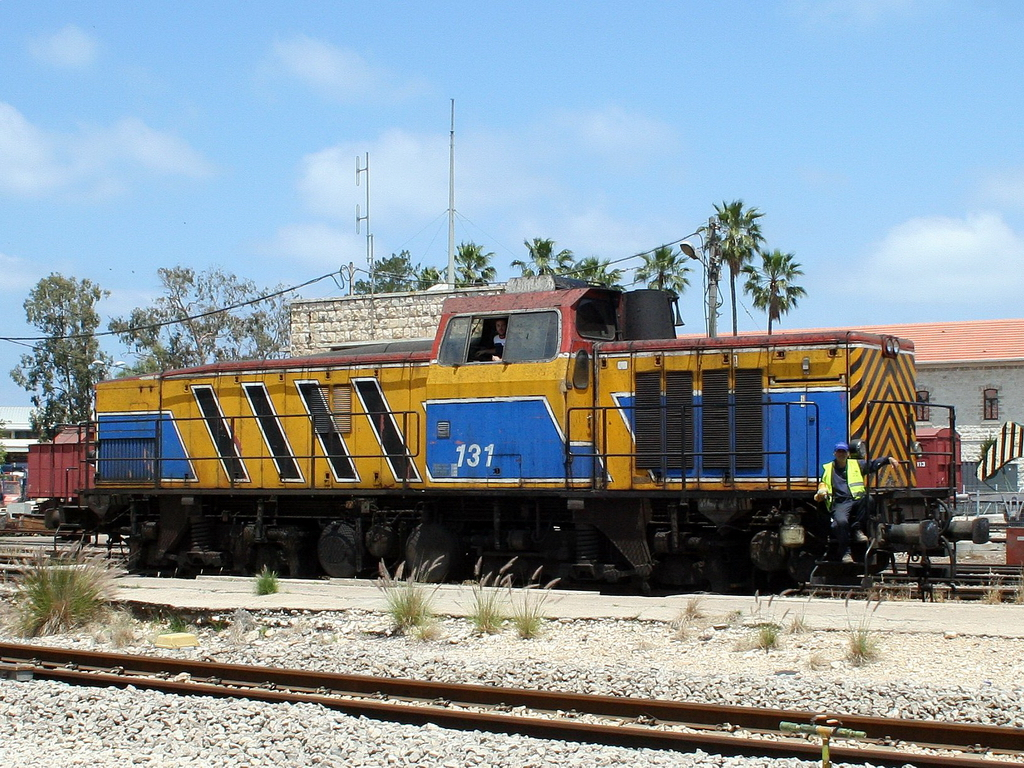
Israelisk T44, loket blev under 2019 sålt tillbaka till Sverige

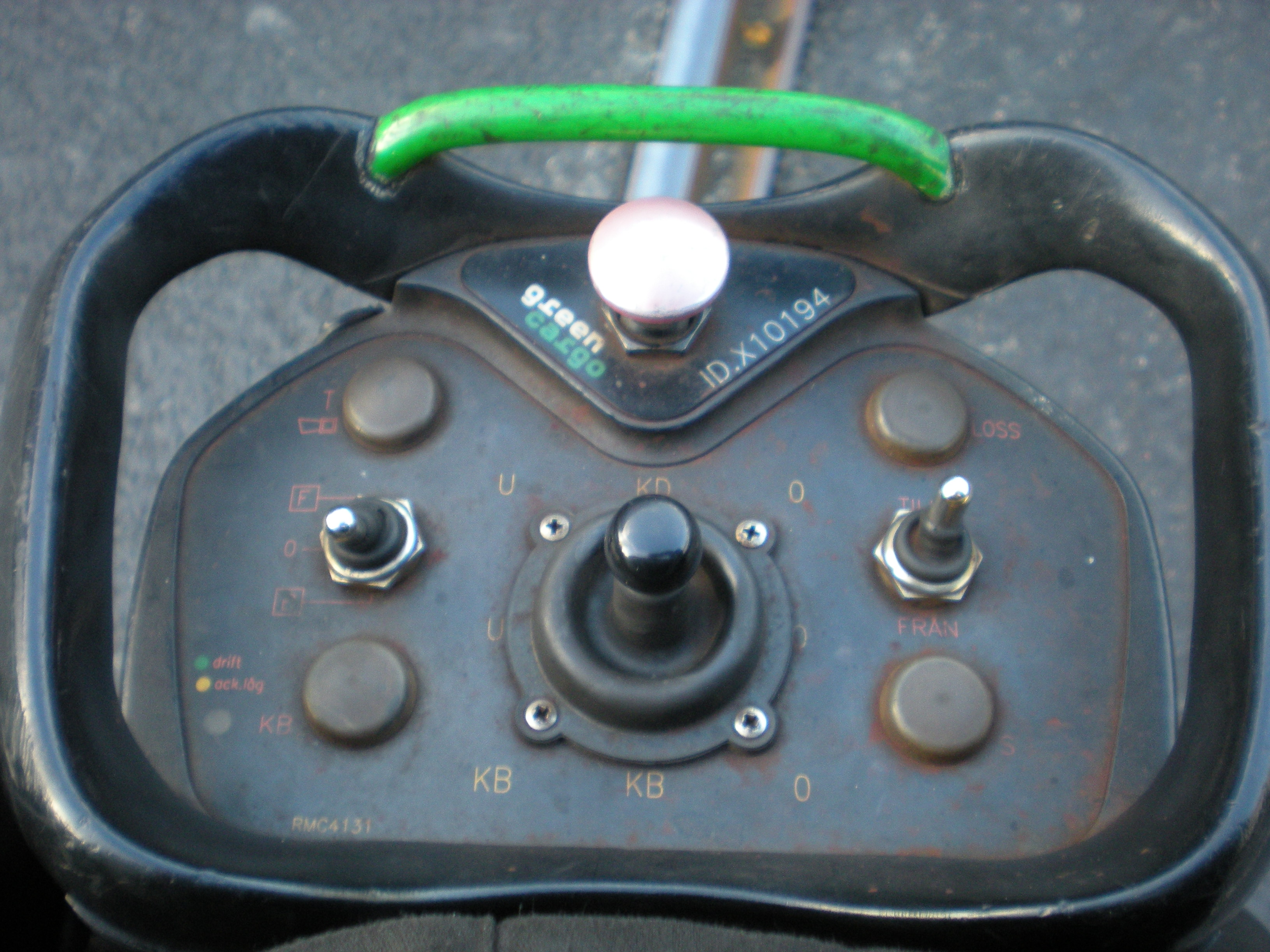
Styrsändare T44

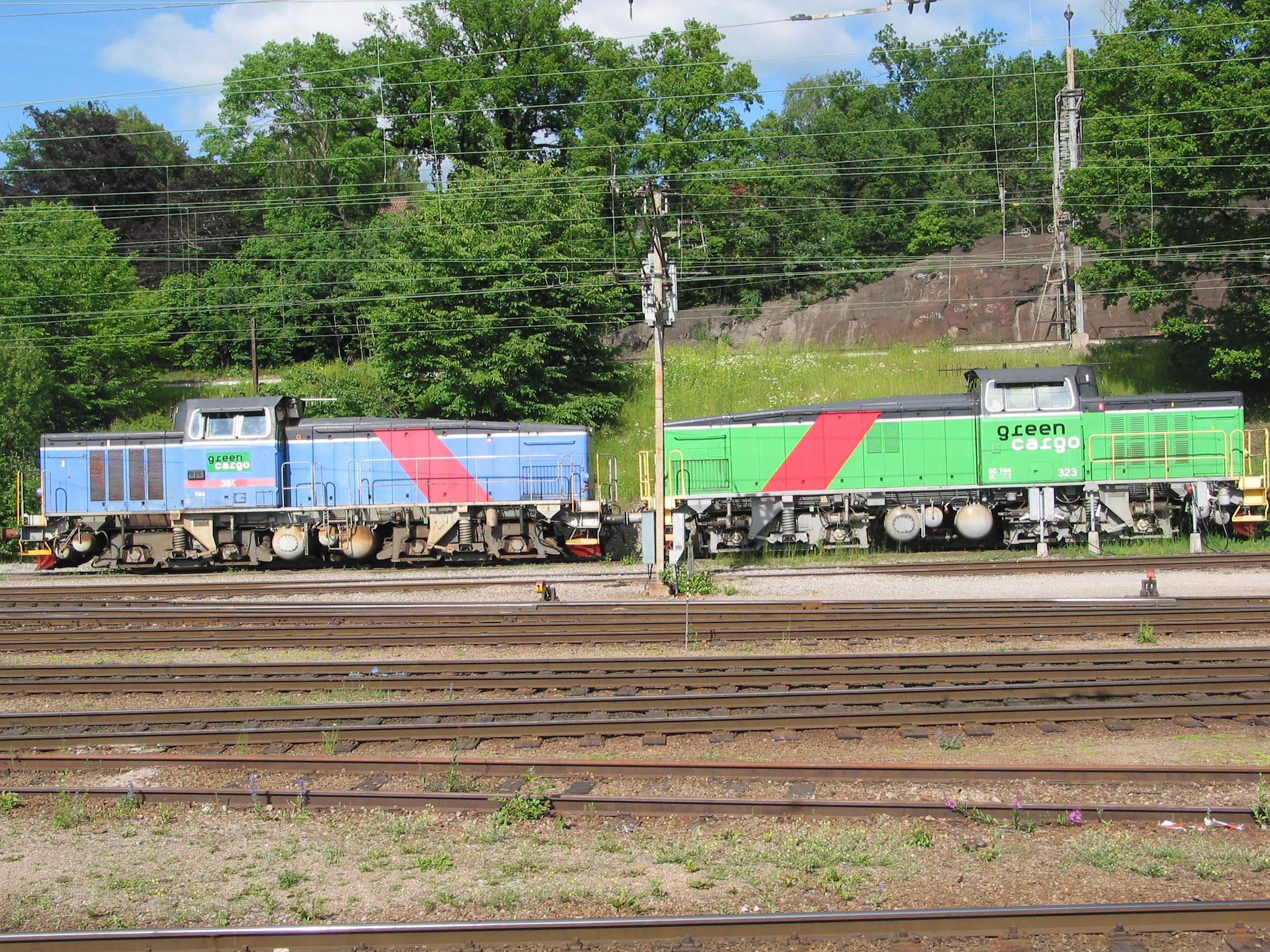
Två T44 tillhörande Green Cargo

Flera lok i serien är även utrustade med radiostyrning.
Loken är stationerade från Trelleborg i söder till Kiruna i norr. Loktypen har också exporterats till Israel.

## Styrsändare
Vid körning av T44 i växling används ofta en styrsändare från Åkerströms hängande på magen 
- Detta för att underlätta för personalen som då blir två på backen istället för en. 
Styrsändaren möjliggör även ensamväxling, vilket används flitigt på bangårdar runtom i Sverige.

## Ombyggnad till Td
Green Cargo byggde mellan 2009 och 2011 om 62 lok för att förlänga deras livstid som fått littera Td efter ombyggnad.
Ombyggnaden innebär bland annat att de blir multipelkörbara med Rd-lok (moderniserade Rc2) och lok ur Traxx-familjen. Den ursprungliga tvåtaktsmotorn ersattes med en 12-cylindrig fyrtaktsmotor (typ 12V 4000 R43 från MTU med 57 liter och turbo), vilket gav lägre bränsleförbrukning och lägre utsläpp. Loken förbereddes även för installation av ERTMS.

## Ljud och video
- https://www.youtube.com/watch?v=1bhigAMd2gQ (Kallstart)